# Architecture et Humanisme
 (septembre 2011).
Si vous disposez d'ouvrages ou d'articles de référence ou si vous connaissez des sites web de qualité traitant du thème abordé ici, merci de compléter l'article en donnant les références utiles à sa vérifiabilité et en les liant à la section « Notes et références ».
L’humanisme est une éventuelle composante de la théorie formulée au cours du temps pour l’architecture. Cela relève de significations et de formalisations dans le bâti qui prennent des formes différentes suivant les époques pour les habitants concernés.

## Histoire
« Humaniste » est un terme apparu au XVIe siècle qualificatif d'une politique qui s'est développée à la Renaissance. À cette époque on vise à diffuser plus clairement le patrimoine culturel établi sur le passé antique mais s'y ajoute le message religieux contemporain. 
« Humaniste » est un qualificatif qu'à la Renaissance on attribue à tout ce qui est constitué avec une même vision symbolique (chrétienne) du monde. Comme par exemple l'organisation du jardin avec la symbolique des couleurs claires pour le côté du levant et des couleurs sombres pour le côté du couchant.
L'humanisme (terme apparu au XVIIIe siècle) de la Renaissance à partir du retour conventionnel aux textes anciens établit dans le domaine des arts un rapport nouveau à la science, et cela concerne en particulier la procédure de fabrication des édifices et dépendances qui portent l'architecture et ont une forte importance sociale. Les traités antiques d'architecture sont utilisés. Se profile déjà une réflexion sur l'architecture suivant des principes d'économie politique qui a pour base la religion catholique. Cette période comporte l'utopie de la cité idéale. L'architecture dans les traités nouveaux intègre l’évolution des techniques et les procédés de construction ainsi que les techniques de représentation. La maîtrise des disciplines spécifiques  à l’art de la construction classique (programmation, composition, rendu, plus métré sur place) fait usage de la connaissance de disciplines variées relevant des arts (dessin, arts décoratifs…), des mathématiques (géométrie descriptive, algèbre). 
La volonté au cours de tous les âges a été de trouver une formalisation mathématique et esthétique sur l'ensemble du monde, elle a été permise en leurs temps par le nombre d’or pour l'art et en particulier pour l'architecture par le canon. Ces outils sont issus de la vision religieuse du monde et de sa conception.
Puis progressivement à partir de la Renaissance jusqu'à l'époque moderne (Humanisme et sciences) l'art de la construction fait usage de la physique (mécanique statique et dynamique, résistance des matériaux et chimie), du droit (de l’urbanisme, de la construction et de l'habitation), de l’histoire (de l'architecture, des villes, de l'archéologie), des sciences sociales (sociologie, anthropologie, politique et philosophie).
La philosophie des lumières du XVIIe siècle s'oppose à la vision religieuse de la production humaine (y compris dans la construction d'édifices). 
Dans l'urbanisme du  XIXe siècle, l'Humanisme philosophique conséquence de l'Humanisme des humanités littéraires a abouti en se politisant à la constitution de l'architecture sociale et rationnelle, l'architecture ouvriériste. 
Dans la période contemporaine, le terme humaniste se confond avec le terme social sans notion religieuse prépondérante. La pratique de l’architecture dans l’aire occidentale moderne ayant des principes plutôt laïcs de progrès s'effectue avec la considération qu'« humaniste » est l'inverse de « inhumain », de façon générale.[réf. souhaitée] Par exemple la technique de conception de l'architecture comporte depuis peu la conception assistée par ordinateur, procédé voulu humain par rapport à la conception par automate pur, de ce point de vue, science plutôt élaborée avec une philosophie humaniste. 
Cette philosophie de l' humain a été poursuivie par la pensée philosophique de l'écologie pour l'individu et la société (avec par exemple concernant l'individu le courant humanisme évolutif). L'architecture tiers-mondiste récente est plus représentative de cette pensée écologique.[réf. nécessaire]